# Championnat d'Irak de football 1983-1984
Navigation
Saison précédente Saison suivante
La saison 1983-1984 du Championnat d'Irak de football est la dixième édition de la première division en Irak, l' Iraqi Premier League. Elle regroupe, sous forme d'une poule unique, les treize meilleures équipes du pays qui se rencontrent à deux reprises. En fin de saison, il n'y a pas de relégation et le meilleur club de Second League est promu.
C'est le club d'Al Jaish Bagdad qui remporte le championnat cette saison après avoir terminé invaincu en tête du classement final, avec trois points d'avance sur Talaba SC et quatre sur Al Tayaran Bagdad. C'est le tout premier titre de champion d'Irak de l'histoire du club.

## Les clubs participants
| - Al Tayaran Bagdad - Al Sina'a Bagdad - Al Shorta Bagdad - Al-Zawra'a SC - Talaba SC - Tijara FC | - Al Shabab Bagdad - Mossoul FC - Wahid Huzairan - Promu de D2 - Al Mina'a Bassora - Al-Amana Bagdad - Al Jaish Bagdad - Salahaddin FC |

## Compétition
Le barème de points servant à établir les classements se décompose ainsi :
- Victoire : 2 points
- Match nul : 1 point
- Défaite : 0 point

### Classement
| Rang | Équipe            | Pts | J  | G  | N  | P  | Bp | Bc | Diff |
| ---- | ----------------- | --- | -- | -- | -- | -- | -- | -- | ---- |
| 1    | Al Jaish Bagdad   | 39  | 24 | 15 | 9  | 0  | 42 | 18 | +24  |
| 2    | Talaba SC         | 36  | 24 | 14 | 8  | 2  | 40 | 19 | +21  |
| 3    | Al Tayaran Bagdad | 35  | 24 | 14 | 7  | 3  | 37 | 18 | +19  |
| 4    | Al Shabab Bagdad  | 32  | 24 | 11 | 10 | 3  | 28 | 14 | +14  |
| 5    | Al-Zawra'a SC     | 26  | 24 | 8  | 10 | 6  | 21 | 18 | +3   |
| 6    | Salahaddin FCT    | 25  | 24 | 7  | 11 | 6  | 21 | 20 | +1   |
| 7    | Al Sina'a Bagdad  | 22  | 24 | 7  | 8  | 9  | 17 | 17 | 0    |
| 8    | Al Shorta Bagdad  | 20  | 24 | 7  | 6  | 11 | 25 | 32 | -7   |
| 9    | Wahid HuzairanP   | 18  | 24 | 6  | 6  | 12 | 13 | 21 | -8   |
| 10   | Tijara FC         | 15  | 24 | 3  | 9  | 12 | 17 | 30 | -13  |
| 11   | Mossoul FC        | 15  | 24 | 4  | 7  | 13 | 16 | 32 | -16  |
| 12   | Al Mina'a Bassora | 15  | 24 | 5  | 5  | 14 | 22 | 48 | -26  |
| 13   | Al-Amana Bagdad   | 14  | 24 | 4  | 6  | 14 | 23 | 35 | -12  |

|  | Champion d'Irak 1984                                                 |
|  | T : Tenant du titre C : Vainqueur de la Coupe d'Irak P : Promu de D2 |

## Bilan de la saison
| Championnat d'Irak de football 1983-1984 |                             |
| Champion                                 | Al Jaish Bagdad (1er titre) |
| Coupes et trophées                       |                             |
| Vainqueur de la Coupe d'Irak 1983-1984   | Al Sina'a Bagdad            |
| Promotions et relégations                |                             |
| Promus en Iraqi Premier League           | Al Rasheed                  |
| Relégués en Iraqi Second League          | Aucun                       |